# Уолтер, Хьюберт
Хьюберт Уолтер (англ. Hubert Walter; ок. 1160 — 13 июля 1205) — 43-й архиепископ Кентерберийский (1193—1205), главный юстициарий Англии в 1193—1198 годах, лорд-канцлер с 1199 года.

## Биография
Предположительно родился в Уэст Дэреме (Норфолк), сын рыцаря сэра Харви Уолтера (Hervey Walter) и Матильды де Валонь (Matilda de Valognes). Воспитывался в имении мужа его тёти, Берты де Валонь — шерифа Йоркшира Ранульфа де Гленвиля, где получил некоторое образование в юридической и административной области; де Гленвиль также составил ему протекцию при дворе короля Генриха II; в 1180-е годы Уолтер участвовал в заседаниях Эксчекерского суда. В последние годы своего правления Генрих II использовал его на административной работе и для исполнения дипломатических поручений.
В 1186 году король назначил Уолтера деканом Йоркского собора, спустя несколько месяцев клир собора выдвинул его в кандидатом на вакантную кафедру архиепископа Йоркского, однако король отклонил его кандидатуру. В 1188 году Уолтер основал в Уэст Дэреме премонстрантский монастырь.
В 1189 году рукоположён епископом Солсбери (обряд провёл его давний друг архиепископ Кентерберийский Болдуин).
В 1190 году отправился вместе с королём Ричардом в Третий крестовый поход. В 1192 году оставил Святую Землю, на обратном пути в Англию посетил Рим, а позднее узнал о пленении короля. К марту того же года он вместе с Уильямом де Сент-Мер-Элиз нашёл короля в Оксенфурте, они привезли в Англию его письма с указаниями о подготовке выкупа для его освобождения, а также о перемещении Уолтера на Кентерберийскую архиепископскую кафедру. Кентерберийские монахи исполнили волю Ричарда, 29 мая 1193 года епископы их поддержали, 7 ноября 1193 года папский нунций вручил Уолтеру паллий, в декабре король также назначил его главным юстициарием Англии. Уолтер активно участвовал в подавлении восстания брата короля, принца Джона.
13 марта 1194 года Ричард вернулся в Англию, после чего сразу уехал в Нормандию и на следующие четыре года светская и духовная власть временно сосредоточились в руках Уолтера (он использовал её для проведения ряда административных реформ, в том числе с целью финансирования войны короля во Франции). Реформы касались также порядка уплаты долгов христиан евреям, налогообложения и правосудия. В 1198 году он ушёл в отставку с должности главного юстициария.

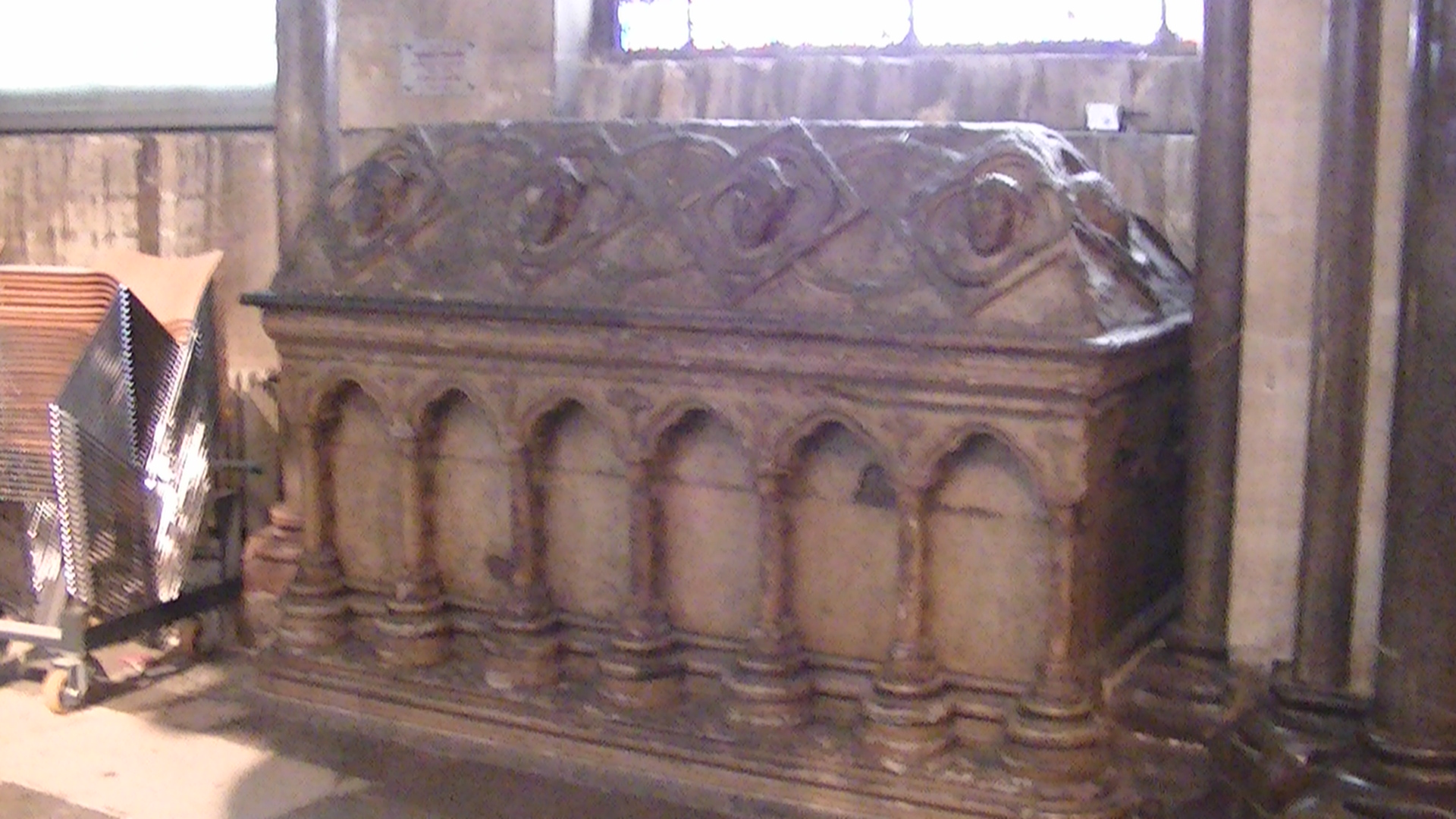
Саркофаг Хьюберта Уолтера в Кентерберийском соборе

В апреле 1199 года, находясь в Нормандии, Уолтер узнал о смерти Ричарда Львиное Сердце и воцарении его брата Джона. Он был знаком с ним с 1182—1183 годов, когда они воспитывались в имении Ранульфа де Гленвиля, и даже активное участие Уолтера в подавлении восстания Джона не помешало ему на сей раз поддержать принца в качестве законного наследника. 27 мая 1199 года он провёл обряд коронации Джона и в тот же день новый король назначил его лордом-канцлером.
С 1195 по 1198 год Уолтер являлся папским легатом в Англии. В качестве архиепископа Кентерберийского занимался совершенствованием хозяйственной деятельности в своих имениях и добился увеличения их прибыльности. В 1195 году издал каноны для Йоркской архиепархии, а в 1200 — для Кентерберийской. Умер 13 июля 1205 года в замке Тейнхема (Кент), на следующий день похоронен в Кентерберийском соборе.